# Kimonó

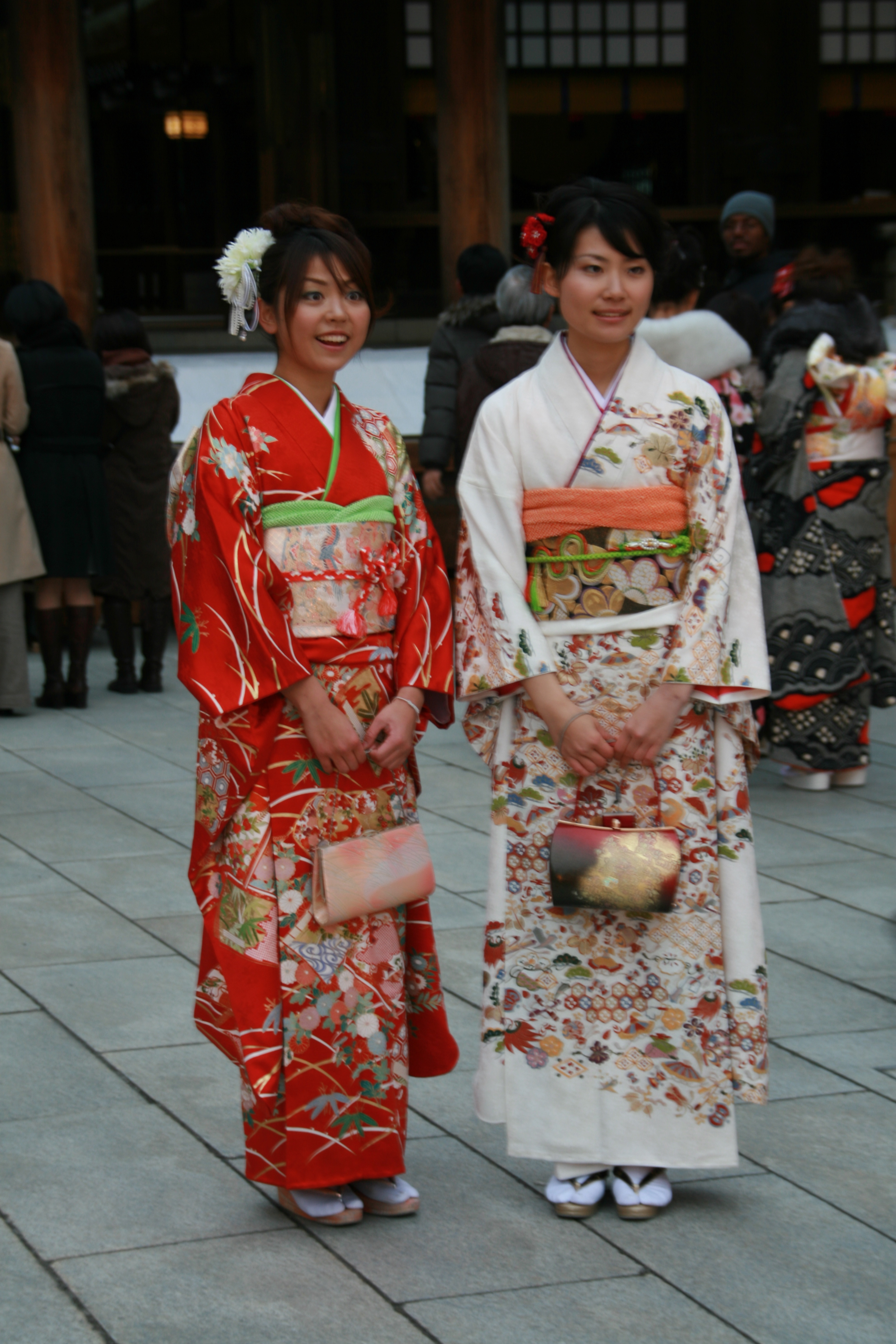
Kimonót viselő japán nők

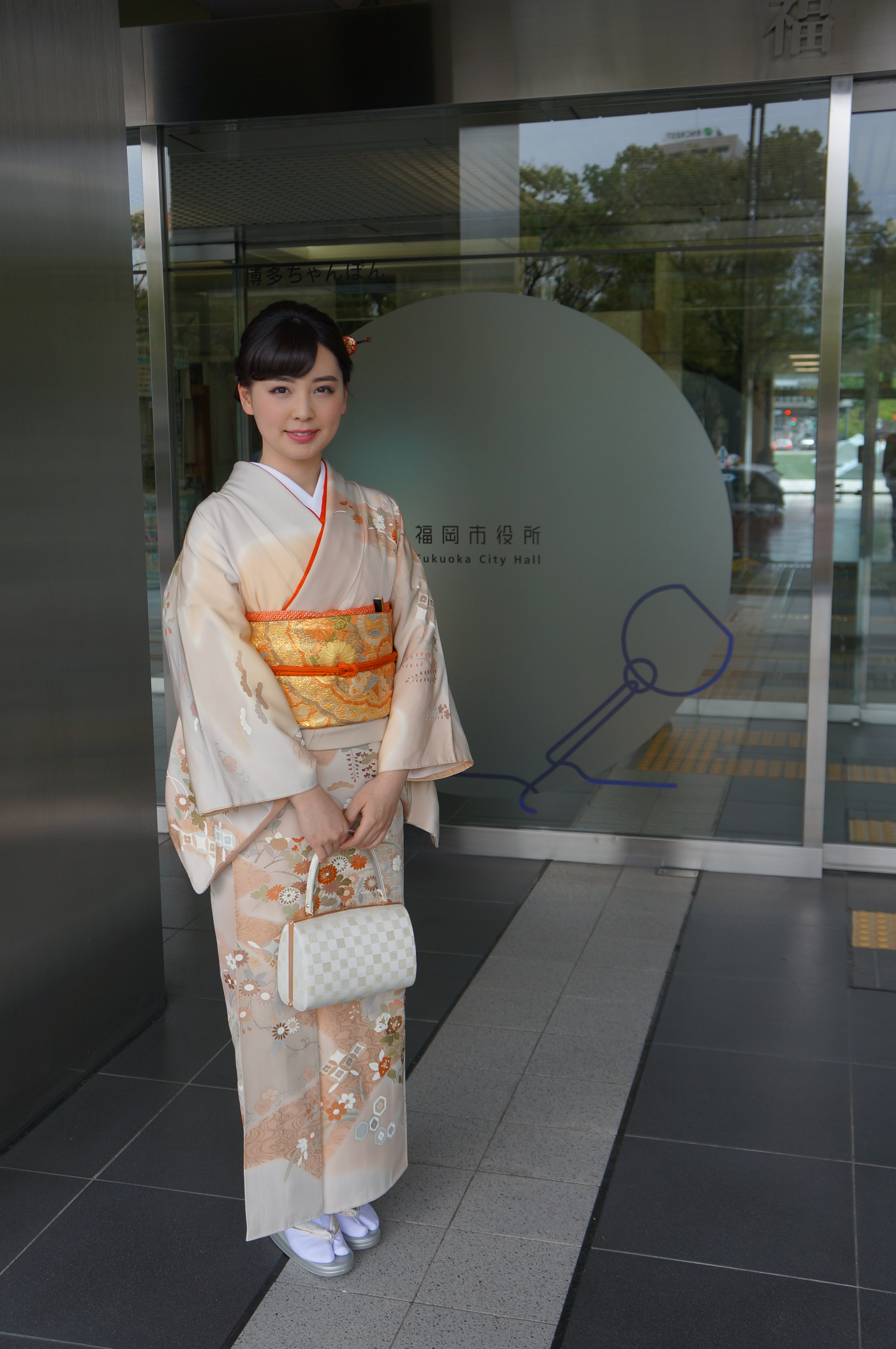

A kimonó (着物, szó szerinti jelentése: ruha, viselni való ruha) összefoglaló nevén a japán nemzeti viselet. A kimonó szó eredetileg minden viselt ruhára használatos kifejezés volt, és csak később korlátozódott egy bizonyos ruhadarabra. A kimonóról általánosságban elmondható, hogy szabása kiterítve egy T betűt formáz, a nyugati kultúrkörben az ilyen szabású ruhákat leginkább köntösnek nevezik.
A kimonó a legtöbb nyugati öltözéktől eltérően nem követi a test vonalát, szabásvonala szögletes. Tradicionálisan a köpeny bal oldali végét hajtják rá a jobb oldalira (fordítva csak a halottak felravatalozásán szokás, élő személynek balszerencsét hoz).

## Története
A kimonó ázsiai közvetítéssel vált Japán nemzeti viseletévé, és számos változáson ment keresztül. Az első kimonó-szerű viseletek a Jamato-korban (Kr. u. 250-710) jelentek meg a nők körében, ezt akkor kinu-mo névvel illették, és leginkább egy redőzött, földig érő selyemszoknyából, illetve hosszú ujjú felsőrészből állt. Ez leginkább koreai hatásra utal.
A Nara-korban (710-794) megindult az intenzív kereskedelmi viszony Kínával, így az országban erős kínai hatás figyelhető meg mind a képzőművészetekben, mind a kultúrában - így a viseletekben is. A hölgyek a kínai udvari etikett szerint öltöztek, amely előtérbe helyezte a színeket és a virágmintákat; a férfi viselet pedig leginkább a test alakjának mind robusztusabbnak való feltüntetését szolgálta: bő szárú nadrágok és bő ujjú ingek voltak divatosak, amelyeket az ízületeknél szűkítettek, ezáltal „puffosítva” az anyagot.
Az igazi áttörést a kimonó történetében mégis a Heian-kor (794-1192) hozta. Az öltözködési szokásokat a kilencedik század derekáig a Tang dinasztia udvari viseletei diktálták: ezeket másolták az előkelők, az ő ruháikat pedig a szolgálók. A viszonylag békés időszakban virágzott az udvari élet, a szerelmi líra, és a fokozott esztétikum iránti hajlam, amely elsősorban a ruhák minőségének ugrásszerű javulásában, és az eltúlzott méretekben nyilvánult meg. A korszak női kimonójának neve dzsúnihitoe ( 十二単, kana じゅうにひとえ), amely legalább tizenkét köntösből állt, de rangtól és gazdagságtól függően akár a húsz réteget is elérte. Mindehhez hosszú, simára fésült hajviselet (tarekami) társult, a konty és a hajdíszek nem voltak ismertek.
A Heian-kor más módon is rátette bélyegét a későbbi divatra: ekkor vált szokássá, hogy a férfiak is felsőruházat gyanánt hordják azt a köntöst, amely a dzsúnihitoe legfelső rétegét képezte, és általában a legdíszesebb volt (valamint a legnagyobb is, hiszen az összes többit be kellett fednie). Hogy elegánsabb benyomást keltsen, a köntös alját henger formában vastagították meg és varrták fel - ez lett az elődje a későbbi esküvői kimonóknak (ucsikake), illetve a színházi kimonóknak is. A „heian-kori hölgyek” máig népszerű kimonó minta.
A Kamakura (1192-1333) és Muromacsi (1336-1573) korszakban következett be a szamurájok felemelkedése. A ruhákat korszerűsíteni kellett, így a sok egymásra boruló réteg és lefelé bővülő fazon helyett az egyenes, minél praktikusabb szabás lett divatos. A Muromacsi korszakban élte Japán a középkor legszegényebb éveit, így a ruhák kialakítására az anyaggal való spórolás jellemző. A férfi (szamuráj) viselet neve hitatare, ez formájában már erősen emlékeztetett a mai kimonóra.
Az Edo-korban (1600-1867) az ország fellélegzett a polgárháborús évek után, így ismét volt lehetőség a művészeteknek hódolni. A hajviseletek ekkor kezdtek egyre bonyolultabb formákat ölteni, illetve a színjátszás, valamint a gésa-életmód elterjedésével az öltözködés kifejezőbbé válása is megfigyelhető. A férfiak között elterjedt a hakama (袴, egyfajta bő szárú nadrág, amit legtöbbször a kimonó fölé vettek) viselete, amely később praktikus okokból (lovaglás) önálló viseletté vált. A szamurájok feleségei és az udvarhölgyek, hogy szellemiségében elkülönüljenek az „önmagukat áruló”, a kimonót reklámtáblának használó pórnéptől, egyszínű, leginkább fehér kimonókat hordtak, azok fölé pedig drága ucsikake-köntöst.
Ugyancsak az Edo-korra tehető a kimonófestési eljárások elterjedése, elsősorban a júzen-zome technikáé, amely leginkább a stencilezéshez hasonló. Az elegáns kimonók egyáltalán nem, vagy alig voltak díszítve, a kevesebb-több elve alapján; ugyanakkor a paraszti lakodalmakban, vagy az egyszerűbb nép körében népszerűek voltak a színes és eltúlzott minták is.
Az Edo-korszak végén már érezni lehetett a változás szelét, és Japán az európai forradalmi hullám utórezgéseként megbuktatta a sógunátust, helyreállítva a császárságot, és új, virágzó korszakot kötve ezzel Meidzsi (1868-1912) nevéhez. A kimonó elnyerte mai formáját, és elsősorban a kiotói gésák hagyományőrzésének köszönhetően ma csaknem mindent tudni lehet a korabeli kimonóviselés jellegzetességeiről és jelképrendszeréről. Inkább a motívumok gazdagodásáról van szó, mintsem a kimonó formai változásáról. A kimonóhoz kapható kellékek és kiegészítők tárháza ugyancsak hatalmasra bővült.
Az ezt követő Taisó-kor (1912-1926) kimonói szolgáltak mintául az egész huszadik század kimonóviseletének. A második világháborús vereség és a nyugati hatás következtében a kimonó először a férfiak köréből tűnt el teljesen, majd lassan a nők is nyugati stílusú ruhára cserélték az utcai viseletet, noha otthon, és különösen nyáron szívesebben hordták a számukra kényelmes, megszokott ruháikat.
Napjainkban a kimonó már kizárólag alkalmi viseletnek számít: a gyerekek a sicsi-go-szan (szó szerint: hét-öt-három, az ennyi idős gyerekek ünnepe japánban, amikor elviszik őket a legközelebbi templomba, és hagyományosan megünneplik, hogy „megérték ezt a kort”) alkalmával viselnek csak kimonót. A felnőttek közül a lányok a szeidzsin-no-hi (a felnőttkor elérkezte, minden évben január második hétfőjén tartják, és minden az éppen 20. évét betöltött fiatal részt vesz rajta) alkalmával kapnak egy furiszode (振袖) nevű kifejezetten hajadon lányoknak szánt, hosszú ujjú, díszes kimonót.
Ezt leszámítva kimonót leginkább esküvőn, temetésen, teaceremónián szokás viselni. A kimonó nyári változata, a jukata, amely pamutból készül, és mindössze egy rétegből áll, nagyon népszerű viselet Japánban mind a mai napig; ugyanis kényelmesebb benne elviselni a hőséget. Nagyon sok vidéki szálloda és fogadó ad fürdőköpeny helyett vagy mellett a szálloda emblémájával ellátott jukatát a vendégeknek, hogy azok a hotel területén abban közlekedjenek; illetve ez a hagyományos viselet a nyári tűzijátékok nézéséhez is.
Néhány divattervező, mint Mori Hanae, illetve néhány kimonó gyártó cég, mint a Szuzunoja, igyekeznek közel hozni a kimonót újból a fiatalokhoz, ezért elterjedtek az egészen modern minták is: leopárd-minta, Pucci-minta, illetve egyes Disney rajzfilmekhez dedikált kimonófestések is.

## A kimonó fajtái
A kimonó típusai között külön kell választani a formai elemeket és a díszítő mintákat. Formai szempontból különbséget teszünk férfi és női kimonó között, illetve a női kimonókon belül elkülönítjük az esküvői viseletet. A fennmaradó rész csakis az alapján oszlik meg, hogy az adott kimonóhoz mennyi anyagot használtak fel.
A kimonó mértékegysége a tan, egy tan egy 12 m x 37 cm hosszú csíkot jelöl egy bizonyos anyagból. Egy tradicionális női kimonó alapanyaga egy tan, egy furisode (lányoknak való) kimonóhoz, vagy a gésák tánchoz viselt kimonóihoz két tan anyag szükséges. A női kimonó egy darabból áll, melynek két oldala szimmetrikus egymással. A kimonó ujjai nem egyenesen bővülnek, hanem az alkar és a csukló közötti részen található egy lecsüngő, zsebszerű rész - ez az, ami a tölcsérujj benyomását kelti.

### Tomeszode
A férjezett, illetve idősebb hölgyek alkalmi viselete a tomeszode (留袖). Általános jellemzője, hogy egyetlen alapszínnel rendelkezik, amely komolyabb alkalmakkor (pl. temetés) fekete (kurotomeszode), máskor bármilyen színű (irotomeszode). A kimonó alsó részén, vagyis a boka és a térd magassága között egyetlen, nagyméretű, és összetett minta fut körbe. A Meidzsi-korban és a Taisó-korban ez a minta tökéletesen szimmetrikus volt, és az alap háttérszín legtöbbször élénk kék, mályva vagy piros volt fiatal asszonyok esetében, idősebb hölgyeknél világos pasztellszínű.
Mivel manapság fiatal nők ritkán hordanak tomeszodét, így a színes alapúak teljesen eltűntek szinte a piacról. Családi események, mint esküvő vagy temetés során, ha a család rendelkezik ilyennel, akkor fel kell tüntetni rajta három, vagy öt helyen a címert (mon) is. Az egyes antik kimonók utólagos azonosításában hatalmas szerepe van ennek, mivel a Monten-ben (a japán címerkatalógus) mind a 4590 japán nemesi család címere megtalálható.

### Hómongi, Cukeszage
Ez a két kimonófajta szabásra megegyezik a tomeszode alakjával. Mindkettőt látogatóba, vagy vendégek érkezéséhez vették fel. A háttér itt is egyszínű.
A cukeszage (付け下げ) esetében a mintázat csaknem megegyezik az irotomeszode (色留袖) mintájával, de itt a kimonó alján található motívum aszimmetrikusan, a vele ellentétes oldalon lévő ujjon kicsiben megismétlődik.
A hómongi (訪問着) eredetileg ugyancsak alul rendelkezett mintával, amely azonban „felfelé törekszik”, vagyis olyan benyomást kelt, mintha alulról felfelé haladna; megjelenik a kimonó ujjának alsó részén, illetve a gallér körül is.

### Kimono, komon
A kimono itt nem a különböző fajták gyűjtőneveként jelenik meg, hanem egy bizonyos formájában. A szabás itt is a tomeszode irányát követi, de a színes háttér előtt az egész kimonót beborítja egy bizonyos mintázat, mégpedig arányosan. Ezt a fajta kimonót idős hölgyek hordják utcai viseletként, de régen ez volt a mindennapos ruházat vásárláshoz, sétához.
A komon a kimono olyan változata, amelyen ugyanaz a motívum (pöttyök, apró virágok, apró kocka) ismétlődik a teljes ruhán.

### Furiszode
A furiszode (振袖) a legnagyobb, legszebb, legdíszesebb kimonó valamennyi közül. A Meidzsi-korban a tomeszode mintavilágát követte, csak a furiszode ujja kétszer olyan hosszú volt, illetve gyakran a földig is leért. Később divatba jöttek a teljes hosszában mintás furiszodék, illetve az alap mintázatra ráépülő kisebb minták is. Manapság a létező összes szín- és formavilágban megtalálható, ízlésnek megfelelően; az ujja változatlanul földig ér.

### Férfi kimonó
A férfi kimonó hagyományosan két részből áll: egy nadrágból (hakama 袴) és egy kimonó-ujjú, vagyis a női kimonókat követő szabású, ugyanakkor rövid felsőrészből (haori 羽織). Régen szokás volt a férfiak számára is kimonót viselni alul, és arra húzni a hakamát, illetve a fölé venni kabátként a haorit. A színekre általában a visszafogottság jellemző: a fekete, a szürke, a sötétkék és a sötétzöld dominálnak. A férfi kimonó egyetlen igazi dísze a haori kötője volt (amely a két szárnyát középen összefogta), ezt gyakran korálból, elefántcsontból faragták, és ékszerként viselték.

### Ucsikake
A Heian-korban kialakult felső kimonó, amelynek alsó szegélye párnázott. Ma már csak esküvőre és színházi kosztümként viselik.

### Esküvői kimonó
A japán esküvői viselet rendkívül összetett, ugyanakkor sokoldalú is. Függ attól, hogy az adott esküvő buddhista vagy sintóista szellemben köttetik-e meg, esetleg polgári házasságkötésről van szó. De manapság már a tradíciókon felül a menyasszony ízlése is mérvadó: vannak, akik a „fehér” esküvőt preferálják, míg mások a színeset.
A hagyományos japán fehér esküvői kimonó (siromuku) több rétegből áll: alsóruházatként egy hófehér furiszode (ófuriszode), fölötte általában fehér ucsikake, amely azonban lehet piros, arany, anyagában fényes szálakkal átszőtt, „hivalkodóbb” is. Az esküvői viselet kiegészítője egy díszes paróka és hozzá való kalap.
Maru obi
Az obi a kimonó megkötésére és díszítésére használt széles öv, férfiak és nők is hordják. Anyagát tekintve a legegyszerűbb pamuttól a legfinomabb kézi festésű selyemig mindent felhasználtak.
A leghivatalosabb viselet: egész hosszában, mindkét oldalon díszített.
Meghatározott szélessége 33 cm, azonban egyedi megrendelés alapján lehetőség volt kisebb méretek készítésére, amennyiben a vevő ezt kívánta.
Anyaga mintás brokát vagy szőttes, melyet gyakran aranyszállal díszítettek. Nagyon népszerű volt, azonban elképesztő ára és súlya miatt mostanában legtöbbször hivatalos alkalmakkor és esküvőkön hordják.

### Jukata
A jukata (浴衣) anyaga a többi kimonóéval szemben nem selyem, hanem pamutvászon. Csak nyáron, májustól szeptemberig szokás viselni, és nem vesznek alá alsóruházatot. Tekintettel a mai fiatalokra legtöbbször előre megkötött obit (帯, おび) adnak hozzá.

## Megjelenés
Régen a kimonók hagyományosan csak selyemből készülhettek, kivéve a jukatát, amelyet akkor is pamutból varrtak. A selyemnek különféle változatait használták, mint a rinzu (a damaszthoz hasonló, anyagában szőtt mintás selyem), a csirimen (kreppselyem), a kinsa (a csirimen selyem tovább finomított, nehéz esésű változata), a sa (kevésbé finom szövésű selyem), a ro (selyemszitaszövet), az aja-ori (selyemsávoly) illetve hira-ori (egyszerű szövet).
A kimonók alapanyagán felül számít még a selyem feldolgozása. Ma már a legtöbb kimonó a két forma közül az egyikbe tartozik.

### Sibori
A sibori technika leginkább a batikoláshoz hasonló. Egy rongylabdával viszik fel a festékanyagot a selyemre, ezzel alakítva ki a mintákat. A sibori technikának kialakultak további válfajai is:
- Cudzsigahana - a technika csaknem ötszáz éves, Kubota Iccsiku volt a leghíresebb művésze, aki az Edo-korban élt, és az akkoriban cudzsigahanának nevezett technikát alakította át, és alkotott gyönyörű mintákat; attól kezdve pedig csak az általa kifejlesztett metódussal festett kimonókra használták. A szokásos sibori technikát utólag gyakran aprólékos kézifestéssel látják el, kitöltve a nagyobb terű motívumokat.
- Kanako - a kanako szó őzet jelent, a mintázat az őz hátán található pöttyök után kapta a nevét; a festéket elszórtan, pöttyözve viszik fel az anyagra.

### Júzen
A júzen-technika a Genroku korban (1688-1704) alakult ki, és Mijazaki Júzenszai festőművész nevéhez fűződik, aki Kiotóban élt. A júzen technika egyik fajtáját ezért nevezik kjójúzennek, míg a másik híres festési technikát kagajúzennek nevezik.
A júzen eljárás során évszázadok óta változatlan recept szerint készülő, csupa természetes anyagból álló festékkel aprólékosan díszítik a már készen megvarrt, egyszínű kimonót. Az ilyen kézi festés során természetesen minden darab különbözik, ezért csillagászati összegekbe kerül.
Régen Japánban volt hagyománya annak, hogy a még fel sem szabott egy, vagy két tan hosszúságú selyemre előre festették fel a mintát, annak pedig a kiszabása és az összeállítása során a helyére kellett kerülnie. A frissen festett kjójúzen textíliákat aztán Kiotó folyójában, a Kamo-ban évente egyszer, a júzen-nagasi ünnepén egyszerre áztatták meg. Általában ez volt az első és utolsó alkalom, hogy a mintát víz érhette.

### Modern eljárások
Napjaink kimonói már sokkal viselő-barátabbak múlt századi társaiknál. Ma már készülnek kimonók műselyemből, elasztánnal kevert selyemből; a mintázatokat pedig kézi festés helyett leginkább az anyagában szőtt motívumok, a kitöltő hímzés, esetenként a nyomtatott motívumok váltották fel.
A ma készülő kimonók már mosógépben is moshatóak, míg a régi típusú selymet egyáltalán nem érhette víz: ez az anyag elszíneződéséhez vezetett volna. A nagyon drága, kézzel festett kimonókat, ha folt esett rajtuk, teljes hosszukban folyó vízbe áztatták, ám ez legtöbbször csak halványított a folton, és azt nem távolította el.
Napjainkban számos használt kimonó piac és internetes bolt létezik, ahol régi, de pecsétes, esetenként szakadt kimonókat az eredeti áruknál vagy a tényleges értéküknél jóval olcsóbban be lehet szerezni. Ám az antik, jó állapotú kimonók családon belül öröklődnek; nem ritkán muzeális értéket képviselve. Az ilyen darabok a gondos tárolásnak és összehajtogatásnak köszönhetően a mai napig viselhetőek.

### Színek és minták
A kimonó alapszíne és mintázata függött a társadalomban betöltött státusztól, és sokkal inkább az illető származását, mintsem ízlését tükrözte. A huszadik században minden évtizednek megvolt a maga divatos motívum-rendszere, amely sűrűn visszaköszönt az akkoriban varrott darabokon.